# Gianfranco De Luca
Gianfranco De Luca (ur. 11 września 1949 w Atri) – włoski duchowny katolicki, biskup Termoli-Larino w latach 2006–2024. 

## Życiorys
Święcenia kapłańskie otrzymał 24 sierpnia 1974 i został inkardynowany do diecezji Teramo-Atri. Pracował przede wszystkim jako duszpasterz parafialny, był także m.in. diecezjalnym duszpasterzem młodzieży oraz wykładowcą w instytucie nauk religijnych w Teramo.
22 kwietnia 2006 papież Benedykt XVI mianował go ordynariuszem diecezji Termoli-Larino. Sakry biskupiej udzielił mu 23 czerwca 2006 kardynał Giovanni Battista Re. 7 grudnia 2024 papież Franciszek przyjął jego rezygnację z urzędu ordynariusza diecezji Termoli-Larino. 